# Marcha Fitzgerald
Marcha Fitzgerald is een voormalig Australisch waterskiester.

## Levensloop
Fitzgerald werd in 1989 wereldkampioene in de Formule 1 van het waterski racing.

## Palmares
- Wereldkampioenschap: 1989